# 구메촌 (이바라키현)
구메촌(久米村)은 이바라키현 구지군에 설치되었던 촌이다.

## 지리
- 현재의 히타치오타시 서부에 해당한다.
- 촌은 구지강의 지류가 흐르고 있다.

## 역사
- 1889년 4월 1일 - 정촌제 시행에 의해 구지군 구메촌이 성립하였다.
- 1955년 4월 15일 - 군도촌,가나고촌,가나사촌과 합병해 가나사고촌이 성립하여, 구메촌은 소멸하였다.

## 인구
| 1891년 | 2,599 |
| 1920년 | 2,687 |
| 1935년 | 2,892 |
| 1950년 | 3,638 |

## 참고문헌
- 金砂郷村史編さん委員会編 『金砂郷村史』、金砂郷村、1989年
- 角川日本地名大辞典編纂委員会『가도카와 일본 지명 대사전 8 茨城県』、가도카와 쇼텐、1983年 ISBN 4040010809